# Ctenobrycon spilurus
De diepzalm (Ctenobrycon spilurus) is een straalvinnige vissensoort uit de familie van de karperzalmen (Characidae). De wetenschappelijke naam van de soort is voor het eerst geldig gepubliceerd in 1850 door Valenciennes. De soort wordt ook wel zilvertetra genoemd.

## Verspreiding en leefgebied
De soort bewoont de kustgebieden van Noordelijk Zuid-Amerika van Suriname tot aan Venezuela.

## Uiterlijk
De vis wordt maximaal 9 cm lang. Ze hebben een zilvergrijze kleur en een rond afgeplat lichaam. Sommige vissen hebben een lichte olijfgroene kleur. Er zit een zwart vlekje aan de basis van de staartvin maar dit is niet bij alle vissen aanwezig. De enige kleur is een lichte rode gloed in het achterste gedeelte van de anaalvin. De rugvin is vrij kort. Hij heeft een kleine bek met vergrote lippen.

## Gedrag
Het is een vreedzame scholenvis en een alleseter. De volwassen vissen eten ook algen en ander plantaardig voedsel. Bij eenmaal kuitschieten worden gemiddeld 300 eieren afgezet bij 25° C. Na het afzetten moeten de ouderdieren worden verwijderd. De duur van de ontwikkeling van het ei is ongeveer 2 dagen.

## Aquarium
De soort is makkelijk te houden en stelt geen bijzondere eisen. Het is een beweeglijke onrustige vis die daarom beter niet met kleine rustige vissen kan worden samen gehouden. Bij daglicht zijn ze erg actief. De vis geeft de voorkeur aan een zwaar beplant aquarium met open zwemruimte en gedempt licht. Het aquarium moet worden beplant met stevige planten die niet te zacht zijn omdat plantaardig voedsel ook op het menu staat. Het zijn alleseters met een voorkeur voor levend voer maar plantaardig voer mag niet ontbreken. Droogvoer wordt goed geaccepteerd. Een krachtige waterstroom wordt op prijs gesteld. De soort is vreedzaam en kan samen met niet-agressieve vissen worden gehouden. De beste watertemperatuur is 24° tot 28°.